# 張韙
张韪（3世纪—300年），范阳郡方城（治今河北省固安县）人，西晋宰相张华的儿子。
张韪儒雅博学，通晓天文，官至散骑侍郎。张华任司空时，中台星折，《天文志》认为“三台六星，在人曰三公，在天曰三台。”当时人认为这是宰相将亡的凶兆。张韪劝其父告退，张华不听，永康元年（300年）张华被赵王司马伦所杀。张韪和其兄散骑常侍张祎一起被杀。后以“星坼中台” 指要臣名人陨落离世。